# Chamaeleo quilensis
Chamaeleo quilensis este o specie de cameleon din genul Chamaeleo, familia Chamaeleonidae, ordinul Squamata, descrisă de Bocage 1866. Conform Catalogue of Life specia Chamaeleo quilensis nu are subspecii cunoscute.